# Schule Am Waldmuseum 9
Die ehemalige Schule Am Waldmuseum 9 am westlichen Ortsrand in der niedersächsischen Samtgemeinde Land Hadeln, Gemeinde Wingst-Wassermühle, im Landkreis Cuxhaven stammt vom 18. Jahrhundert. Aktuell (2024) wird es als Waldmuseum Wingst genutzt.
Das Gebäude steht unter Denkmalschutz (siehe auch Liste der Baudenkmale in Wingst).

## Geschichte und Beschreibung
Wingst wurde 1301 als Winxhöhe erstmals erwähnt und als organisatorische Einheit Wingster District erst um 1770.
Das eingeschossige giebelständige Gebäude in Fachwerk mit Lehmausfachungen und reetgedecktem Walmdach wurde im frühen 18. Jahrhundert um 1720 gebaut. Die Schule ist 1739 als einzige Schule in der Wingst bezeugt. Sie hatte ein Klassenzimmer und die Lehrerdienstwohnung.
Heute ist hier seit 1966 das Waldmuseum, das auf 75 qm die vielfältigen Beispiele des Lebensraums Wald präsentiert. Zum Museum gehört auch der Baumlehrpfad in der Wingst und der Museumsgarten. Die Naturschutzstiftung des Landkreises Cuxhaven als rechtsfähige  gemeinnützige Stiftung fördert das Museum. Der Förderverein Waldmuseum Wingst wurde 2011 gegründet. Mit der Wiedereröffnung übernahm er die Trägerschaft für das Waldmuseum.
Das Landesdenkmalamt befand u. a.: „… Die ehemalige Schule des Ortes, die bereits für das 18. Jahrhundert nachgewiesen werden kann …“
Die zweizügige Grundschule am Wingster Wald steht heute in der Hasenbeckallee 11.